# Bernède
Pour les articles homonymes, voir Bernède (homonymie).
Bernède (Verneda en gascon) est une commune française située dans l'ouest du département du Gers en région Occitanie. Sur le plan historique et culturel, la commune est dans le pays de Rivière-Basse, un territoire qui s’allonge dans la moyenne vallée de l’Adour, à l’endroit où le fleuve marque un coude entre Bigorre et Gers.
Exposée à un climat océanique altéré, elle est drainée par l'Adour, le Léez, le Lesté et par deux autres cours d'eau. La commune possède un patrimoine naturel remarquable : un site Natura 2000 (la « vallée de l'Adour ») et deux zones naturelles d'intérêt écologique, faunistique et floristique.
Bernède est une commune rurale qui compte 186 habitants en 2022, après avoir connu un pic de population de 455 habitants en 1831.  Elle fait partie de l'aire d'attraction d'Aire-sur-l'Adour. Ses habitants sont appelés les Bernédois ou  Bernédoises.
Le patrimoine architectural de la commune comprend un immeuble protégé au titre des monuments historiques : l'église Saint-Leu, inscrite partiellement en 1946 puis classée partiellement en 1947.

## Géographie

### Localisation
Bernède est une commune de Gascogne située au confluent de l'Adour avec le Léez, à mi-flanc du coteau. Située à 3 km au sud-est d'Aire-sur-l'Adour, elle est limitrophe du département des Landes.

### Communes limitrophes
Les communes limitrophes sont Aire-sur-l'Adour, Barcelonne-du-Gers, Corneillan, Gée-Rivière et Lannux.
|                           | Barcelonne-du-Gers |             |
| Aire-sur-l'Adour (Landes) | Bernède            | Gée-Rivière |
|                           | Lannux             | Corneillan  |

### Géologie et relief
Bernède se situe en zone de sismicité 2 (sismicité faible).

### Hydrographie

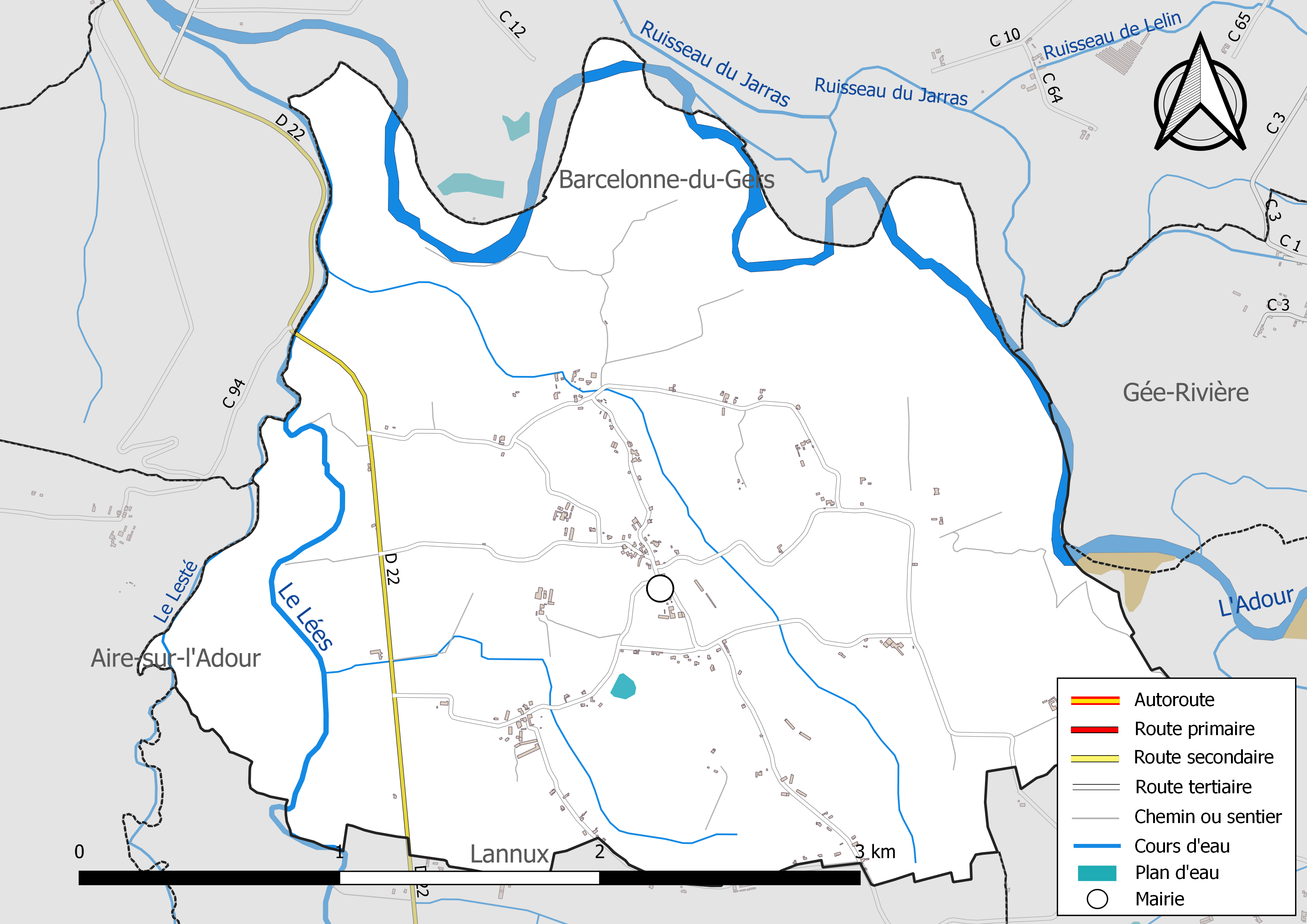
Réseaux hydrographique et routier de Bernède.

La commune est dans le bassin de l'Adour, au sein du bassin hydrographique Adour-Garonne. Elle est drainée par l'Adour, le Léès, le Lesté et par deux petits cours d'eau, qui constituent un réseau hydrographique de 13 km de longueur totale,.
L'Adour, d'une longueur totale de 308,8 km, prend sa source dans la commune d'Aspin-Aure et s'écoule vers le nord. Il traverse la commune et se jette dans le golfe de Gascogne à Bayonne, après avoir traversé 118 communes.
Le Léès, d'une longueur totale de 39,1 km, prend sa source dans la commune de Sedzère et s'écoule vers le nord. Il traverse la commune et se jette dans le Lées à Lannux, après avoir traversé 21 communes.

### Climat
Pour des articles plus généraux, voir Climat de l'Occitanie et Climat du Gers.
En 2010, le climat de la commune est de type climat méditerranéen altéré, selon une étude s'appuyant sur une série de données couvrant la période 1971-2000. En 2020, Météo-France publie une typologie des climats de la France métropolitaine dans laquelle la commune est dans une zone de transition entre le climat océanique et le climat océanique altéré et est dans la région climatique Aquitaine, Gascogne, caractérisée par une pluviométrie abondante au printemps, modérée en automne, un faible ensoleillement au printemps, un été chaud (19,5 °C), des vents faibles, des brouillards fréquents en automne et en hiver et des orages fréquents en été (15 à 20 jours).
Pour la période 1971-2000, la température annuelle moyenne est de 13,4 °C, avec une amplitude thermique annuelle de 14,4 °C. Le cumul annuel moyen de précipitations est de 1 030 mm, avec 11,6 jours de précipitations en janvier et 7,4 jours en juillet. Pour la période 1991-2020, la température moyenne annuelle observée sur la station météorologique la plus proche, située sur la commune du Houga à 12 km à vol d'oiseau, est de 13,8 °C et le cumul annuel moyen de précipitations est de 875,9 mm,. Pour l'avenir, les paramètres climatiques de la commune estimés pour 2050 selon différents scénarios d'émission de gaz à effet de serre sont consultables sur un site dédié publié par Météo-France en novembre 2022.

### Milieux naturels et biodiversité

#### Réseau Natura 2000

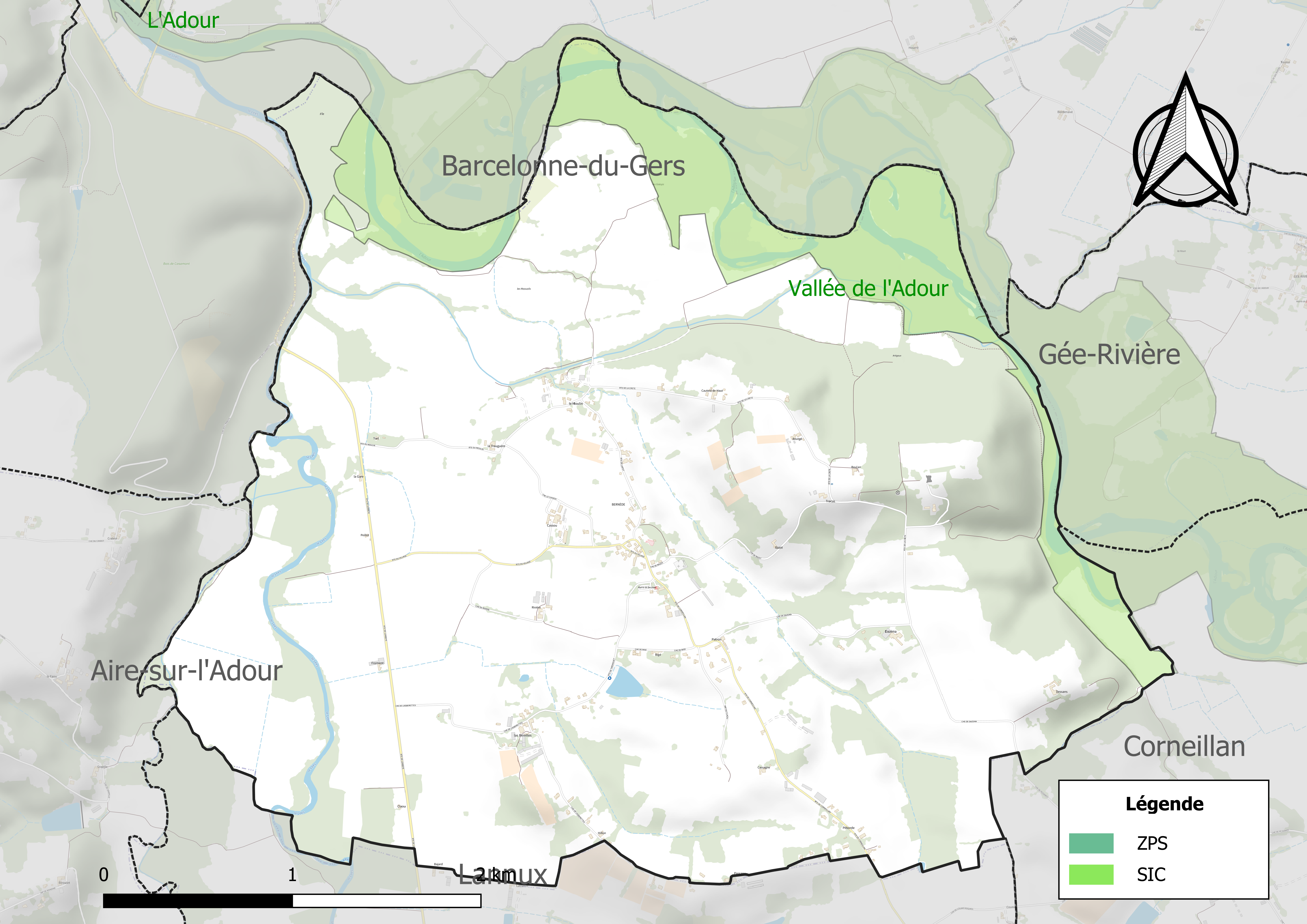
Site Natura 2000 sur le territoire communal.

Le réseau Natura 2000 est un réseau écologique européen de sites naturels d'intérêt écologique élaboré à partir des directives habitats et oiseaux, constitué de zones spéciales de conservation (ZSC) et de zones de protection spéciale (ZPS).
Un site Natura 2000 a été défini sur la commune au titre de la directive habitats : la « vallée de l'Adour », d'une superficie de 2 694 ha, un espace où les habitats terrestres et aquatiques abritent une flore et une faune remarquable et diversifiée, avec la présence de la Loutre et de la Cistude d'Europe.

#### Zones naturelles d'intérêt écologique, faunistique et floristique
L’inventaire des zones naturelles d'intérêt écologique, faunistique et floristique (ZNIEFF) a pour objectif de réaliser une couverture des zones les plus intéressantes sur le plan écologique, essentiellement dans la perspective d’améliorer la connaissance du patrimoine naturel national et de fournir aux différents décideurs un outil d’aide à la prise en compte de l’environnement dans l’aménagement du territoire.
Une ZNIEFF de type 1 est recensée sur la commune :
« l'Adour, de Bagnères à Barcelonne-du-Gers » (2 786 ha), couvrant 59 communes dont 18 dans le Gers, une dans les Landes et 40 dans les Hautes-Pyrénées et une ZNIEFF de type 2, : 
l'« Adour et milieux annexes » (3 634 ha), couvrant 60 communes dont 18 dans le Gers, une dans les Landes et 41 dans les Hautes-Pyrénées.

Carte des ZNIEFF de type 1 et 2 à Bernède.
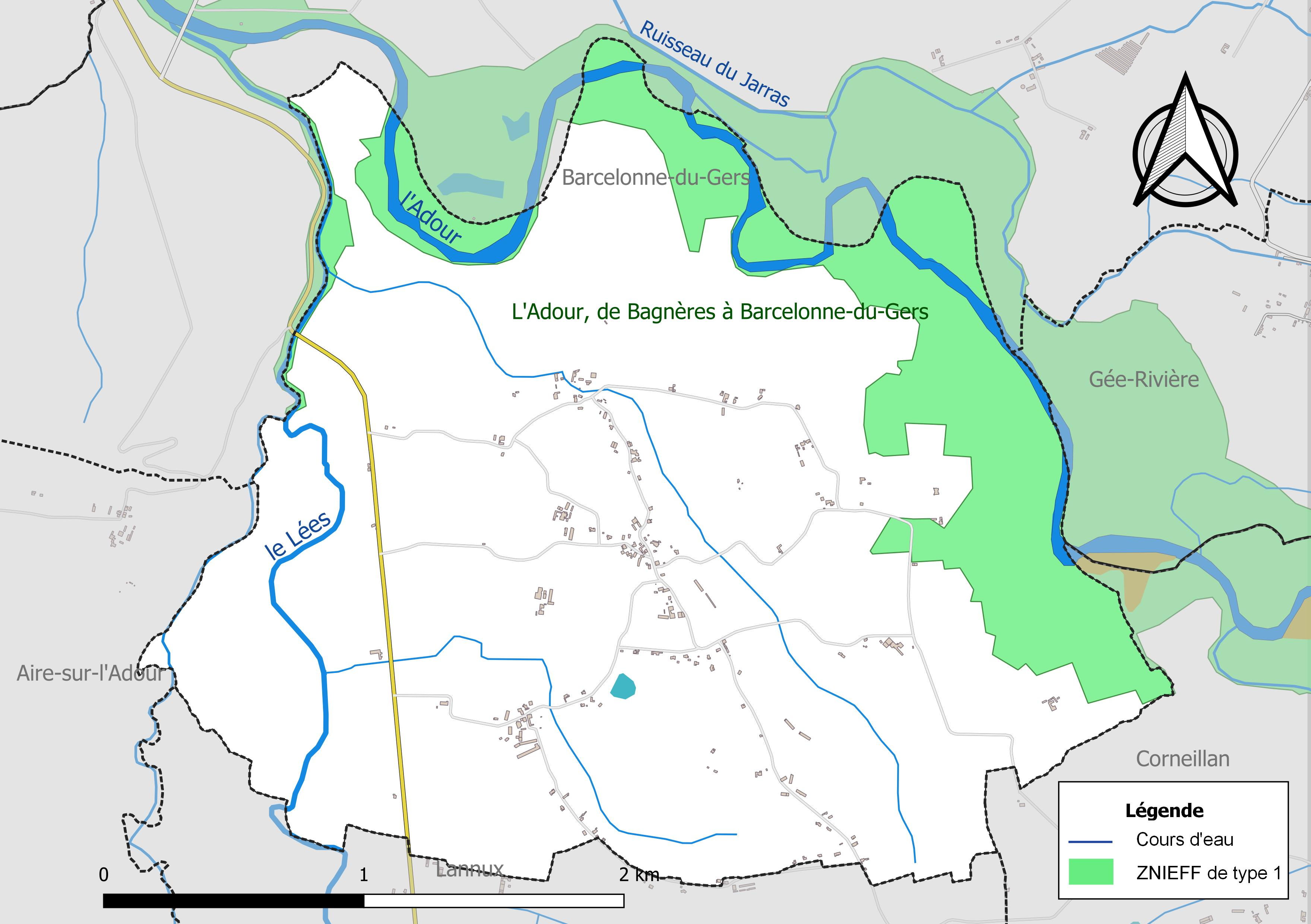
Carte de la ZNIEFF de type 1 sur la commune.
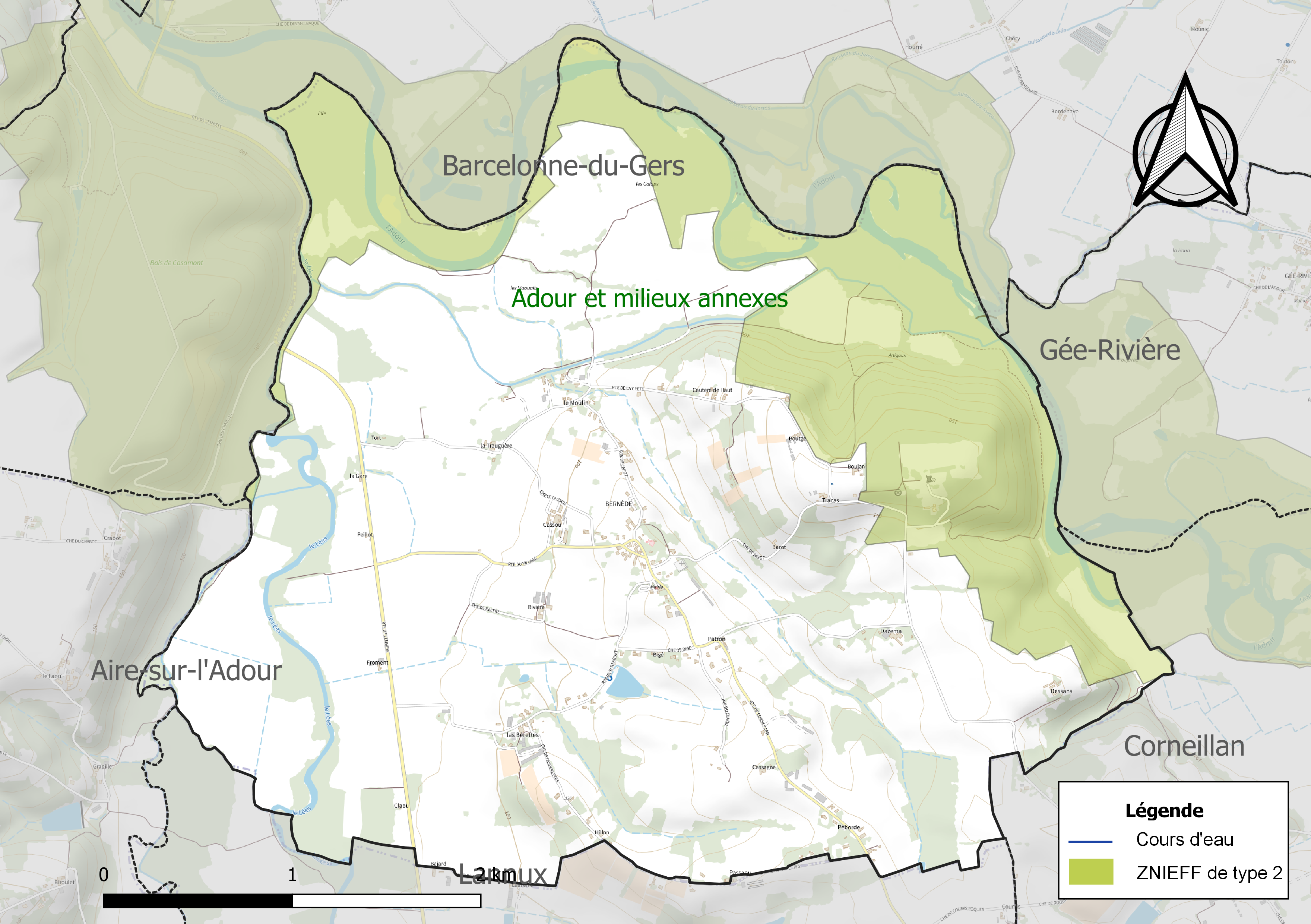
Carte de la ZNIEFF de type 2 sur la commune.

## Urbanisme

### Typologie
Au 1er janvier 2024, Bernède est catégorisée commune rurale à habitat très dispersé, selon la nouvelle grille communale de densité à sept niveaux définie par l'Insee en 2022.
Elle est située hors unité urbaine. Par ailleurs la commune fait partie de l'aire d'attraction d'Aire-sur-l'Adour, dont elle est une commune de la couronne,. Cette aire, qui regroupe 23 communes, est catégorisée dans les aires de moins de 50 000 habitants,.

### Occupation des sols

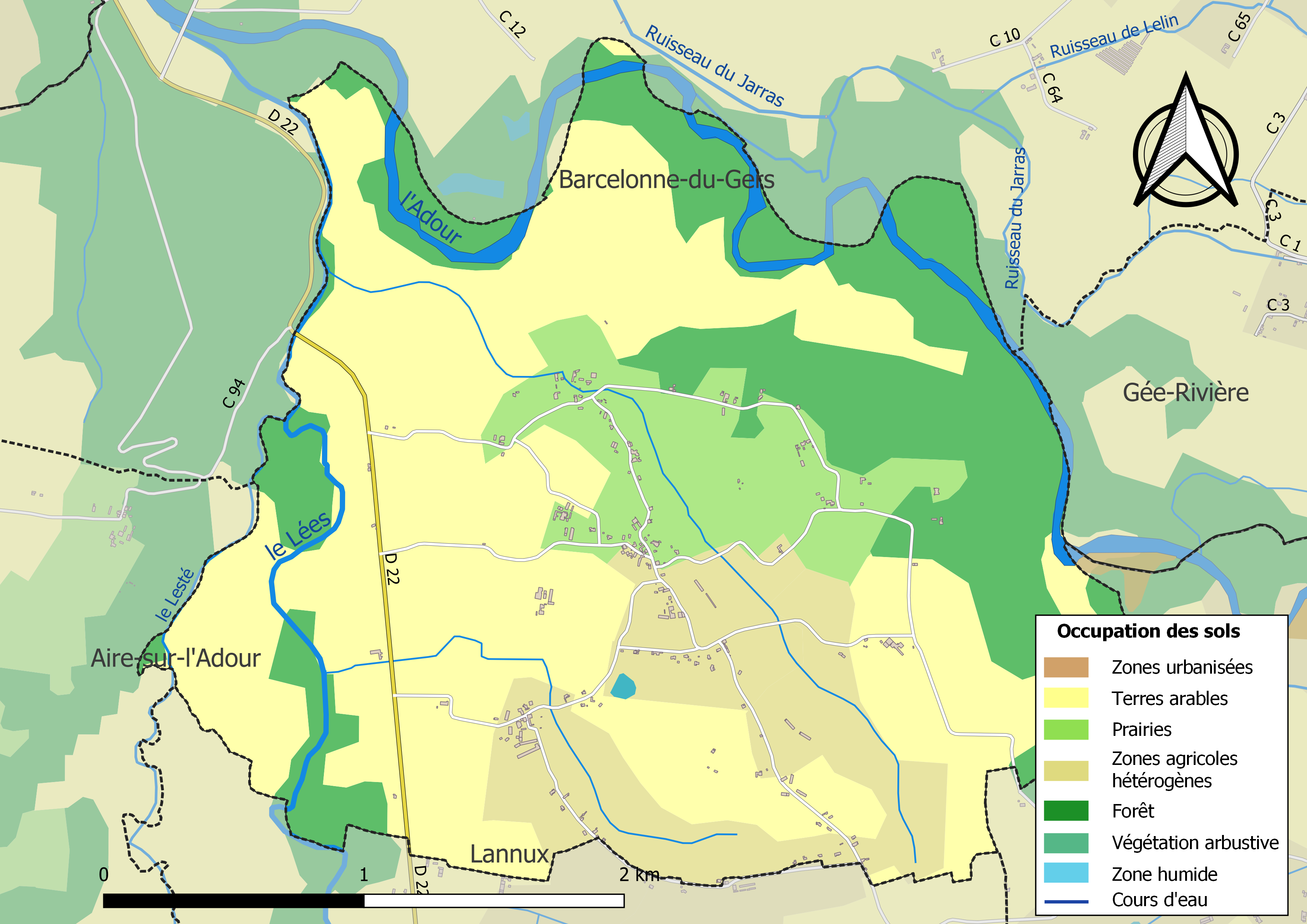
Carte des infrastructures et de l'occupation des sols de la commune en 2018 (CLC).

L'occupation des sols de la commune, telle qu'elle ressort de la base de données européenne d’occupation biophysique des sols Corine Land Cover (CLC), est marquée par l'importance des territoires agricoles (75 % en 2018), une proportion identique à celle de 1990 (75 %). La répartition détaillée en 2018 est la suivante : 
terres arables (49,7 %), forêts (25 %), zones agricoles hétérogènes (14,8 %), prairies (10,5 %). L'évolution de l’occupation des sols de la commune et de ses infrastructures peut être observée sur les différentes représentations cartographiques du territoire : la carte de Cassini (XVIIIe siècle), la carte d'état-major (1820-1866) et les cartes ou photos aériennes de l'IGN pour la période actuelle (1950 à aujourd'hui).

### Voies de communications et transports
L'ouest du territoire est traversé du nord au sud par la route départementale D22, en provenance d'Aire-sur-l'Adour et en direction d'Aurensan.

### Risques majeurs
Le territoire de la commune de Bernède est vulnérable à différents aléas naturels : météorologiques (tempête, orage, neige, grand froid, canicule ou sécheresse), inondations et séisme (sismicité faible). Un site publié par le BRGM permet d'évaluer simplement et rapidement les risques d'un bien localisé soit par son adresse soit par le numéro de sa parcelle.
Certaines parties du territoire communal sont susceptibles d’être affectées par le risque d’inondation par débordement de cours d'eau, notamment l'Adour et le Léez. La cartographie des zones inondables en ex-Midi-Pyrénées réalisée dans le cadre du XIe Contrat de plan État-région, visant à informer les citoyens et les décideurs sur le risque d’inondation, est accessible sur le site de la DREAL Occitanie. La commune a été reconnue en état de catastrophe naturelle au titre des dommages causés par les inondations et coulées de boue survenues en 1991, 1999, 2009 et 2018,.

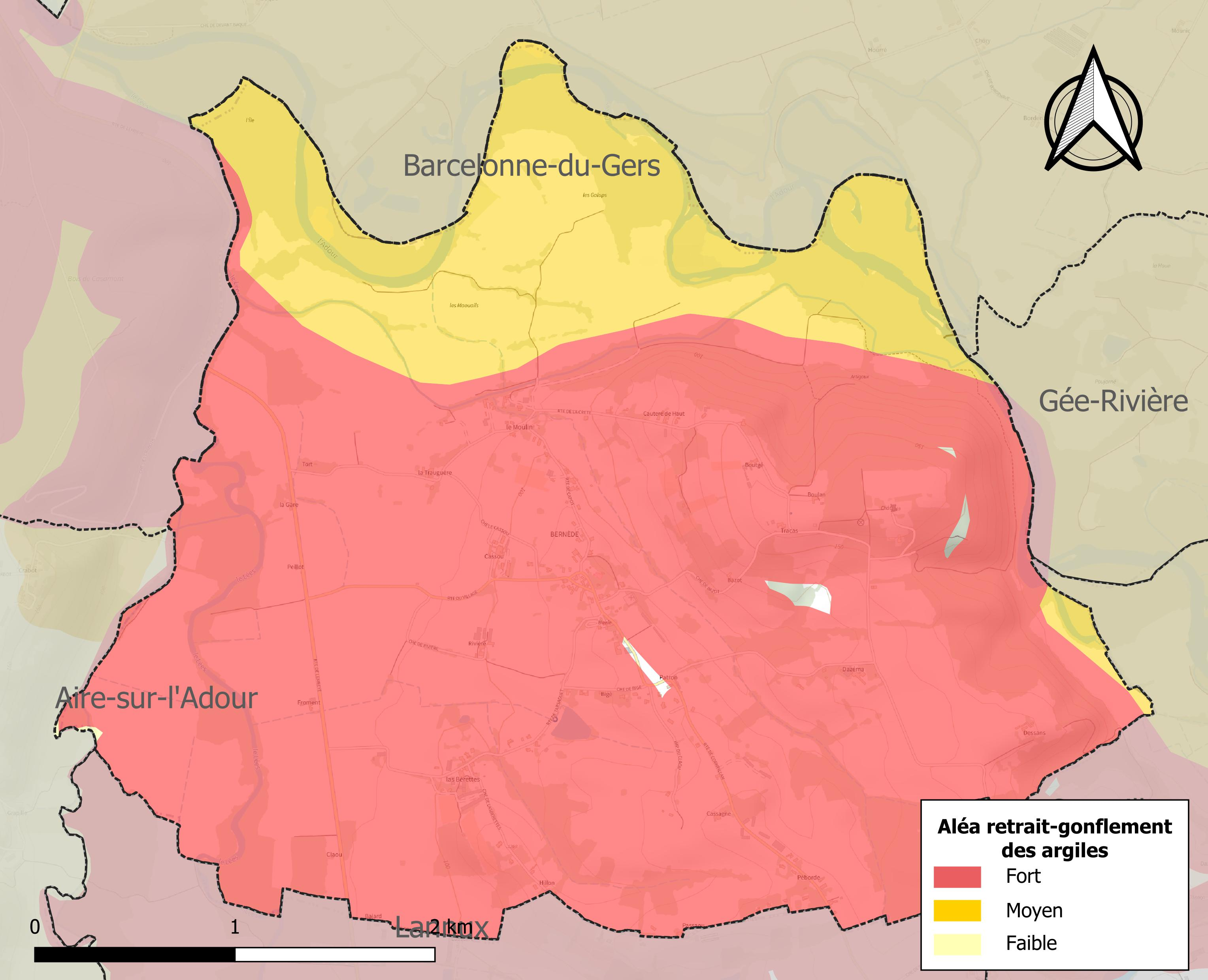
Carte des zones d'aléa retrait-gonflement des sols argileux de Bernède.

Le retrait-gonflement des sols argileux est susceptible d'engendrer des dommages importants aux bâtiments en cas d’alternance de périodes de sécheresse et de pluie. 99,6 % de la superficie communale est en aléa moyen ou fort (94,5 % au niveau départemental et 48,5 % au niveau national). Sur les 110 bâtiments dénombrés sur la commune en 2019, 109 sont en aléa moyen ou fort, soit 99 %, à comparer aux 93 % au niveau départemental et 54 % au niveau national. Une cartographie de l'exposition du territoire national au retrait gonflement des sols argileux est disponible sur le site du BRGM,.
Par ailleurs, afin de mieux appréhender le risque d’affaissement de terrain, l'inventaire national des cavités souterraines permet de localiser celles situées sur la commune.
Concernant les mouvements de terrains, la commune a été reconnue en état de catastrophe naturelle au titre des dommages causés par la sécheresse en 1989 et 2009 et par des mouvements de terrain en 1999.

## Toponymie
Du gascon bernede « aunaie », le bois d'aulnes.

## Histoire
Pendant la Seconde Guerre mondiale, la répression qu'exerçaient les Allemands se fit plus systématique à mesure que leur défaite approchait. En 1944, le chef résistant Jean de Milleret et son groupe font l'objet d'une traque sans relâche. Après que son maquis eut été attaqué le 3 juillet 1944 et que son PC eut été démantelé à Viella, il se réfugia au château de Galaubon. Les Allemands retrouvèrent leur piste et firent deux tués parmi les résistants à Bernède.

## Politique et administration

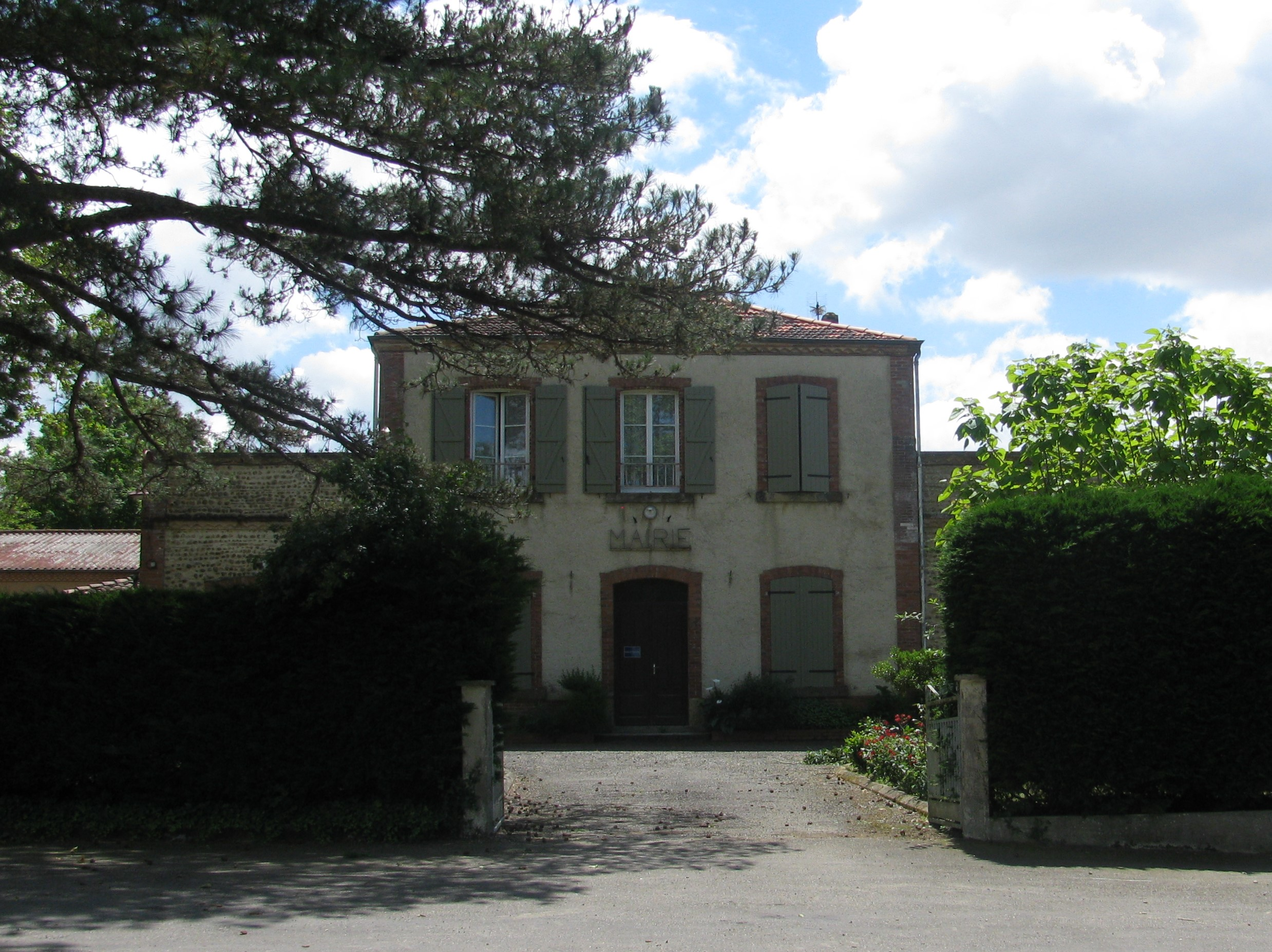
La mairie de Bernède.

### Liste des maires
| Période                                  | Période  | Identité           | Étiquette | Qualité          |
| ---------------------------------------- | -------- | ------------------ | --------- | ---------------- |
| mars 2001                                | 2014     | Jean-Louis Labarbe | DVD       |                  |
| mars 2014                                | En cours | Daniel Saint-Genez | DVG       | Salarié agricole |
| Les données manquantes sont à compléter. |          |                    |           |                  |

## Population et société

### Démographie
L'évolution du nombre d'habitants est connue à travers les recensements de la population effectués dans la commune depuis 1793. Pour les communes de moins de 10 000 habitants, une enquête de recensement portant sur toute la population est réalisée tous les cinq ans, les populations de référence des années intermédiaires étant quant à elles estimées par interpolation ou extrapolation. Pour la commune, le premier recensement exhaustif entrant dans le cadre du nouveau dispositif a été réalisé en 2006.

En 2022, la commune comptait 186 habitants, en évolution de −8,82 % par rapport à 2016 (Gers : +1,04 %, France hors Mayotte : +2,11 %).
| 1793 | 1800 | 1806 | 1821 | 1831 | 1841 | 1846 | 1851 | 1856 |
| ---- | ---- | ---- | ---- | ---- | ---- | ---- | ---- | ---- |
| 317  | 329  | 349  | 403  | 455  | 435  | 434  | 403  | 386  |

| 1861 | 1866 | 1872 | 1876 | 1881 | 1886 | 1891 | 1896 | 1901 |
| ---- | ---- | ---- | ---- | ---- | ---- | ---- | ---- | ---- |
| 368  | 355  | 341  | 340  | 346  | 339  | 340  | 341  | 338  |

| 1906 | 1911 | 1921 | 1926 | 1931 | 1936 | 1946 | 1954 | 1962 |
| ---- | ---- | ---- | ---- | ---- | ---- | ---- | ---- | ---- |
| 326  | 297  | 237  | 244  | 240  | 217  | 237  | 238  | 230  |

| 1968 | 1975 | 1982 | 1990 | 1999 | 2006 | 2011 | 2016 | 2021 |
| ---- | ---- | ---- | ---- | ---- | ---- | ---- | ---- | ---- |
| 250  | 217  | 209  | 197  | 204  | 213  | 214  | 204  | 192  |

| 2022 | - | - | - | - | - | - | - | - |
| ---- | - | - | - | - | - | - | - | - |
| 186  | - | - | - | - | - | - | - | - |

### Manifestations culturelles et festivités
- Fête : 1er dimanche de septembre[32].

## Économie

### Revenus
En 2018  (données Insee publiées en septembre 2021), la commune compte 87 ménages fiscaux, regroupant 192 personnes. La médiane du revenu disponible par unité de consommation est de 20 930 € (20 820 € dans le département).

### Emploi
|                | 2008  | 2013  | 2018  |
| -------------- | ----- | ----- | ----- |
| Commune        | 4,6 % | 4 %   | 7,9 % |
| Département    | 6,1 % | 7,5 % | 8,2 % |
| France entière | 8,3 % | 10 %  | 10 %  |

En 2018, la population âgée de 15 à 64 ans s'élève à 115 personnes, parmi lesquelles on compte 70,2 % d'actifs (62,3 % ayant un emploi et 7,9 % de chômeurs) et 29,8 % d'inactifs,. Depuis 2008, le taux de chômage communal (au sens du recensement) des 15-64 ans est inférieur à celui de la France et du département.
La commune fait partie de la couronne de l'aire d'attraction d'Aire-sur-l'Adour, du fait qu'au moins 15 % des actifs travaillent dans le pôle,. Elle compte 17 emplois en 2018, contre 29 en 2013 et 31 en 2008. Le nombre d'actifs ayant un emploi résidant dans la commune est de 72, soit un indicateur de concentration d'emploi de 23,4 % et un taux d'activité parmi les 15 ans ou plus de 47,6 %.
Sur ces 72 actifs de 15 ans ou plus ayant un emploi, 12 travaillent dans la commune, soit 17 % des habitants. Pour se rendre au travail, 88,9 % des habitants utilisent un véhicule personnel ou de fonction à quatre roues, 2,8 % les transports en commun, 2,8 % s'y rendent en deux-roues, à vélo ou à pied et 5,6 % n'ont pas besoin de transport (travail au domicile).

### Activités hors agriculture
13 établissements sont implantés  à Bernède au 31 décembre 2019.
Le secteur du commerce de gros et de détail, des transports, de l'hébergement et de la restauration est prépondérant sur la commune puisqu'il représente 30,8 % du nombre total d'établissements de la commune (4 sur les 13 entreprises implantées  à Bernède), contre 27,7 % au niveau départemental.

### Agriculture

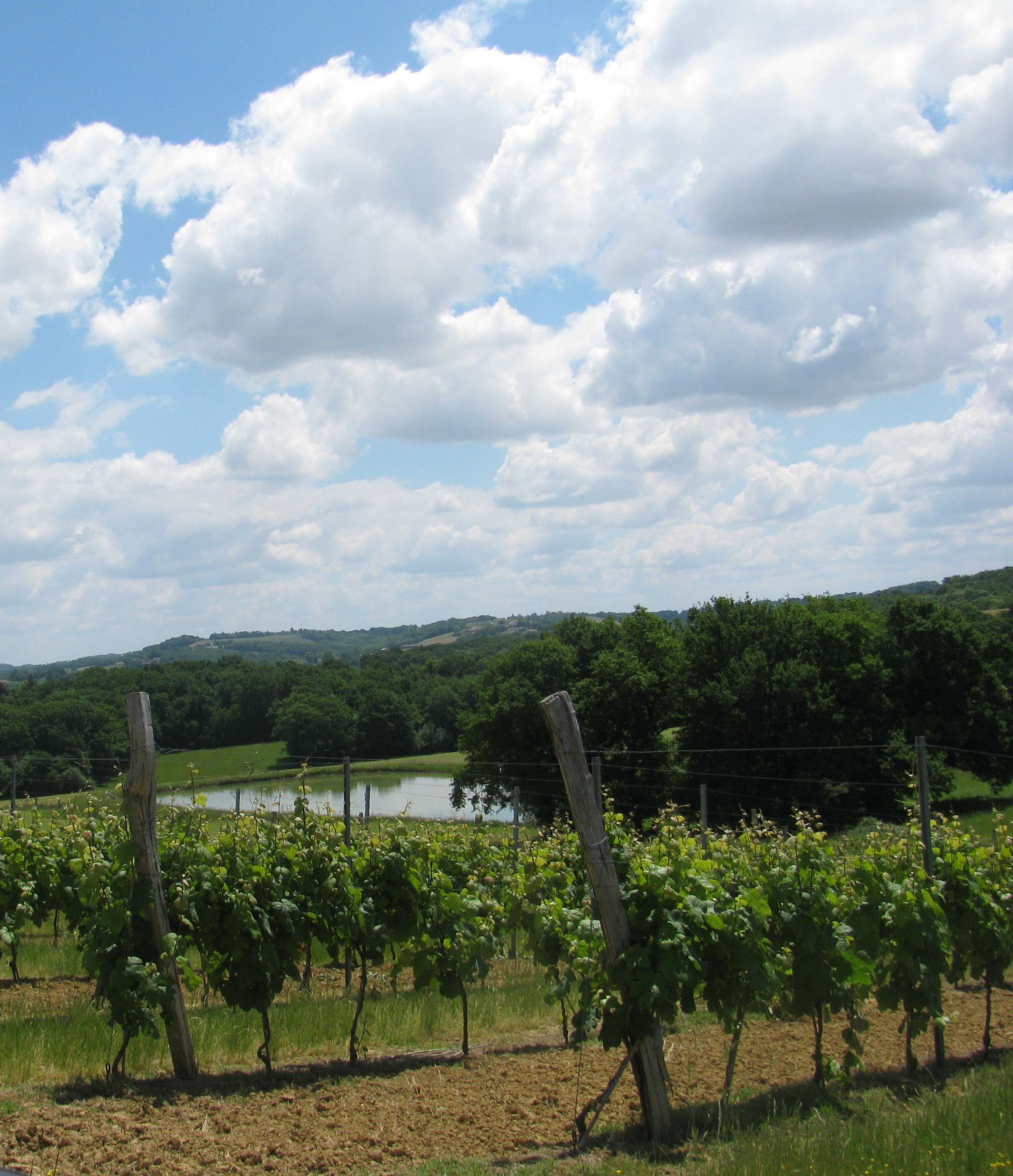
Vignes à Bernède.

La commune est dans la Rivière Basse, une petite région agricole occupant une partie ouest du département du Gers. En 2020, l'orientation technico-économique de l'agriculture  sur la commune est la polyculture et/ou le polyélevage.
|               | 1988 | 2000 | 2010 | 2020 |
| ------------- | ---- | ---- | ---- | ---- |
| Exploitations | 21   | 16   | 12   | 13   |
| SAU (ha)      | 555  | 535  | 466  | 522  |

Le nombre d'exploitations agricoles en activité et ayant leur siège dans la commune est passé de 21 lors du recensement agricole de 1988  à 16 en 2000 puis à 12 en 2010 et enfin à 13 en 2020, soit une baisse de 38 % en 32 ans. Le même mouvement est observé à l'échelle du département qui a perdu pendant cette période 51 % de ses exploitations,. La surface agricole utilisée sur la commune a également diminué, passant de 555 ha en 1988 à 522 ha en 2020. Parallèlement la surface agricole utilisée moyenne par exploitation a augmenté, passant de 26 à 40 ha.
- Viticulture : Côtes-de-saint-mont (AOVDQS)

## Culture locale et patrimoine

### Lieux et monuments
L'église Saint-Leu est de style gothique flamboyant. Elle aurait remplacée un édifice du XIe siècle. Son tour-clocher de 32 m de haut, aux puissants contreforts, est remarquable. L'intérieur contient un retable du XVIIIe siècle, une Vierge de l'Assomption, un bas relief en bois sculpté du XVIIIe siècle. Le clocher est classé au titre des monuments historiques depuis le 17 avril 1947. L'église (sauf le clocher) et le cimetière sont inscrits à l'inventaire des monuments historiques depuis 1re 18 octobre 1946.

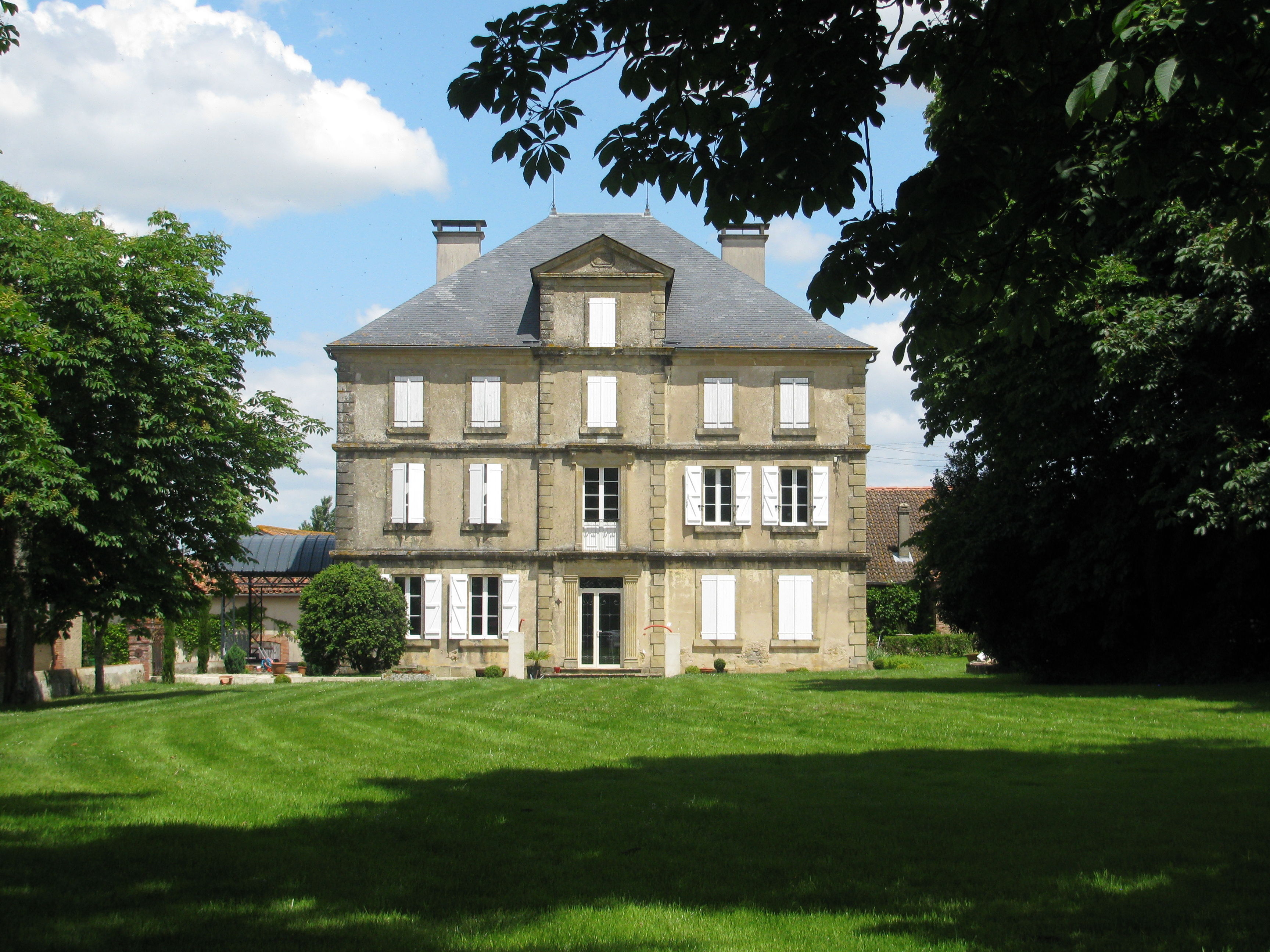
Demeure à Cassou, hameau de Bernède.
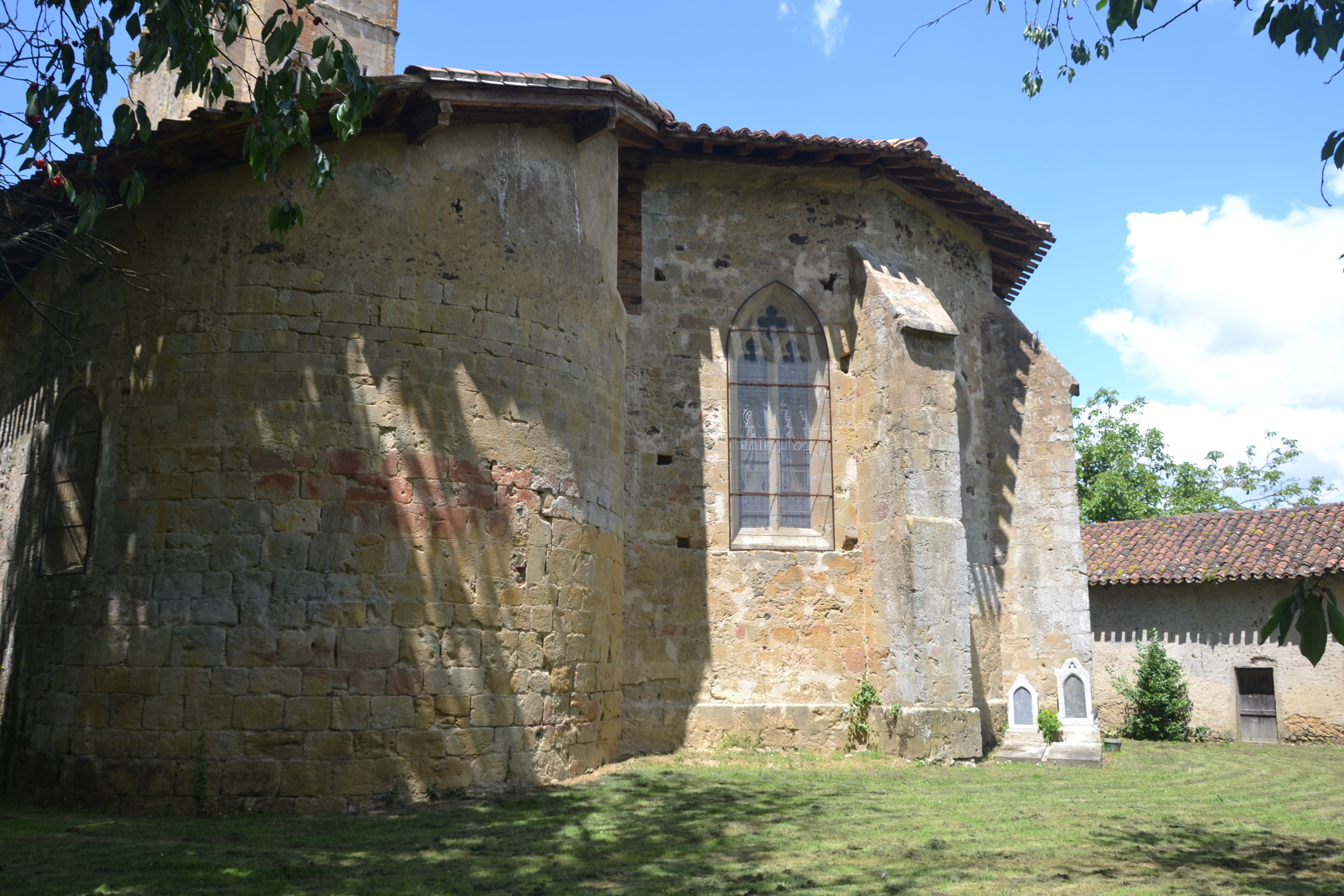
Chevet de l'église.
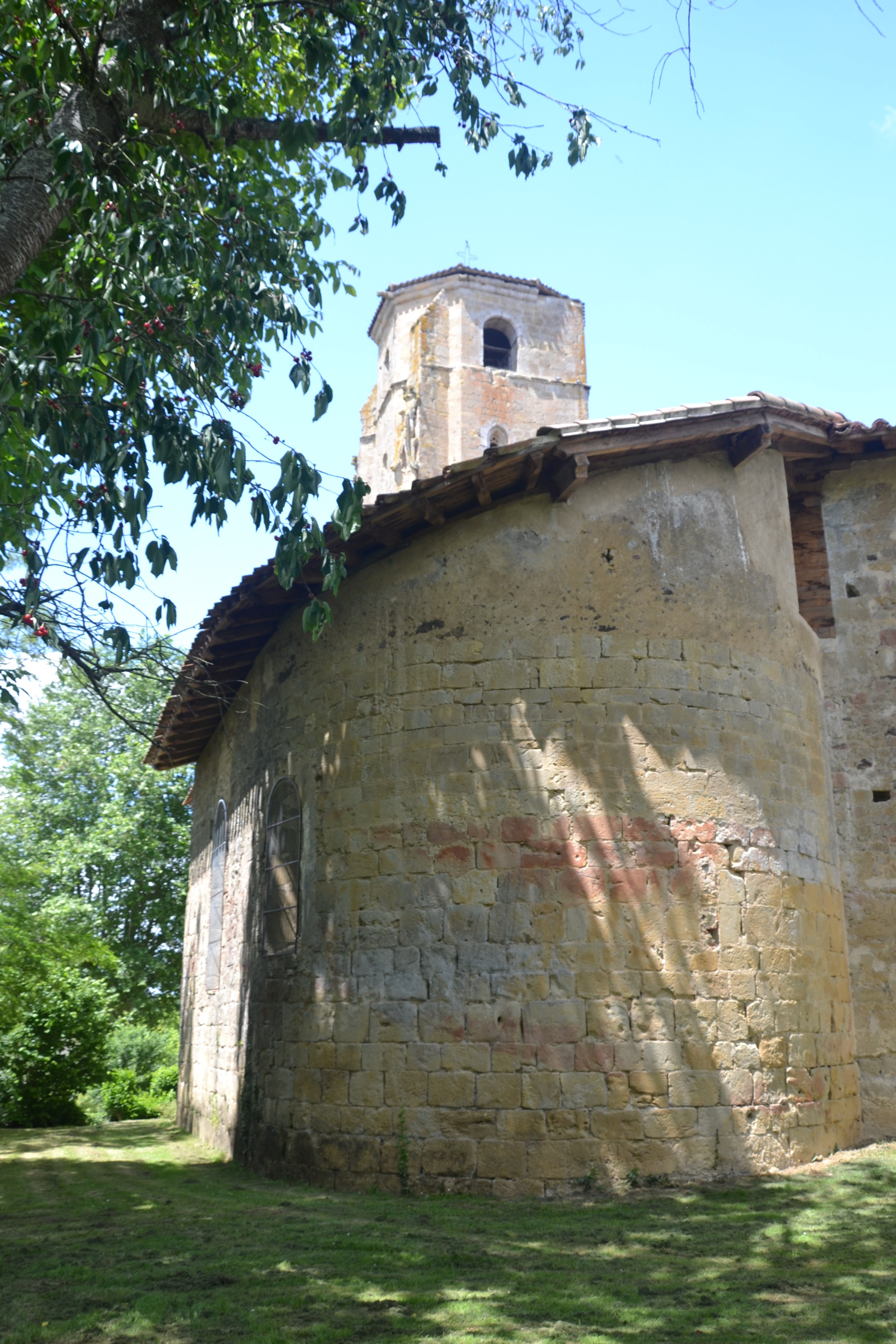
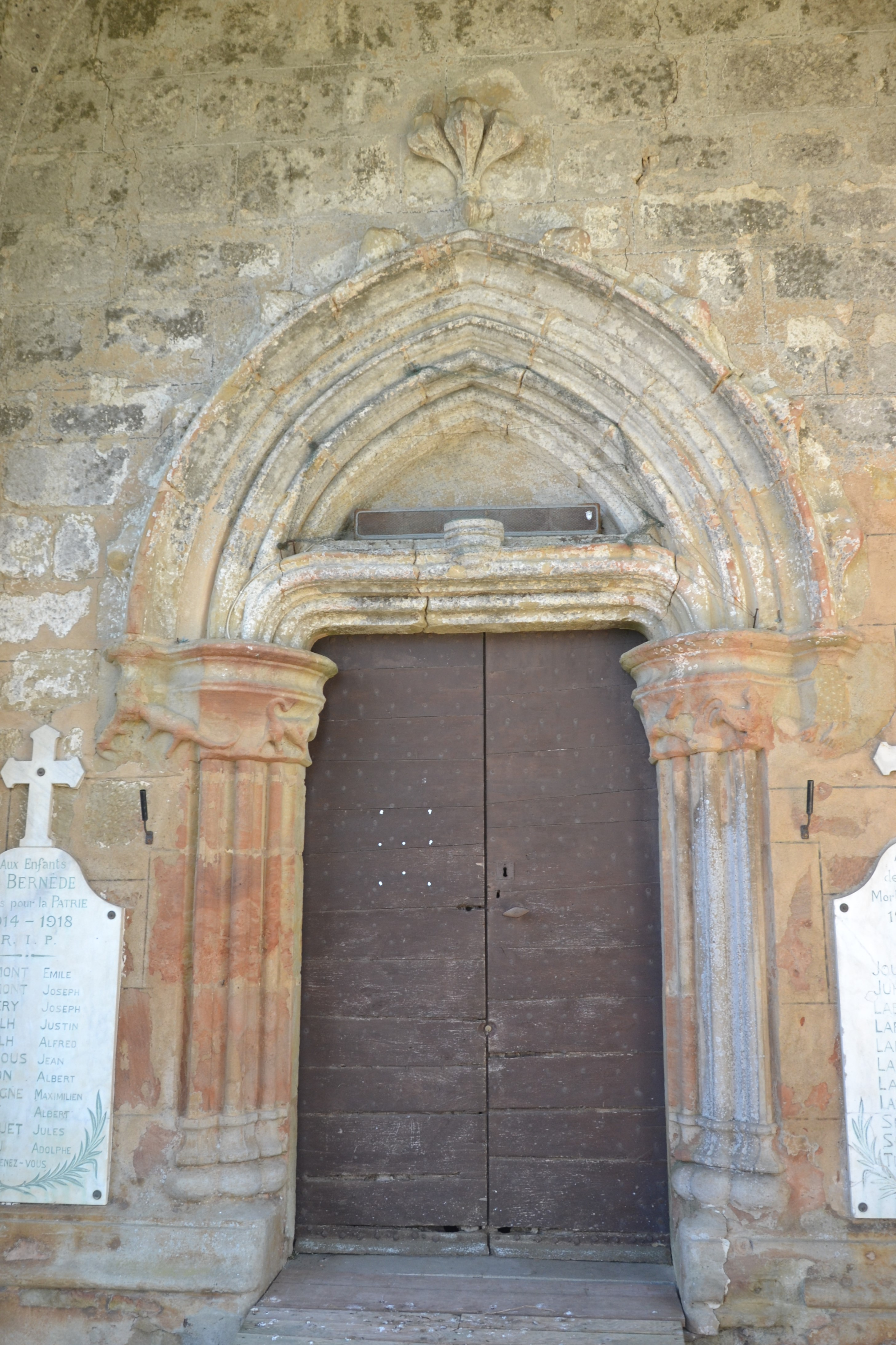
Le portail de l'église.
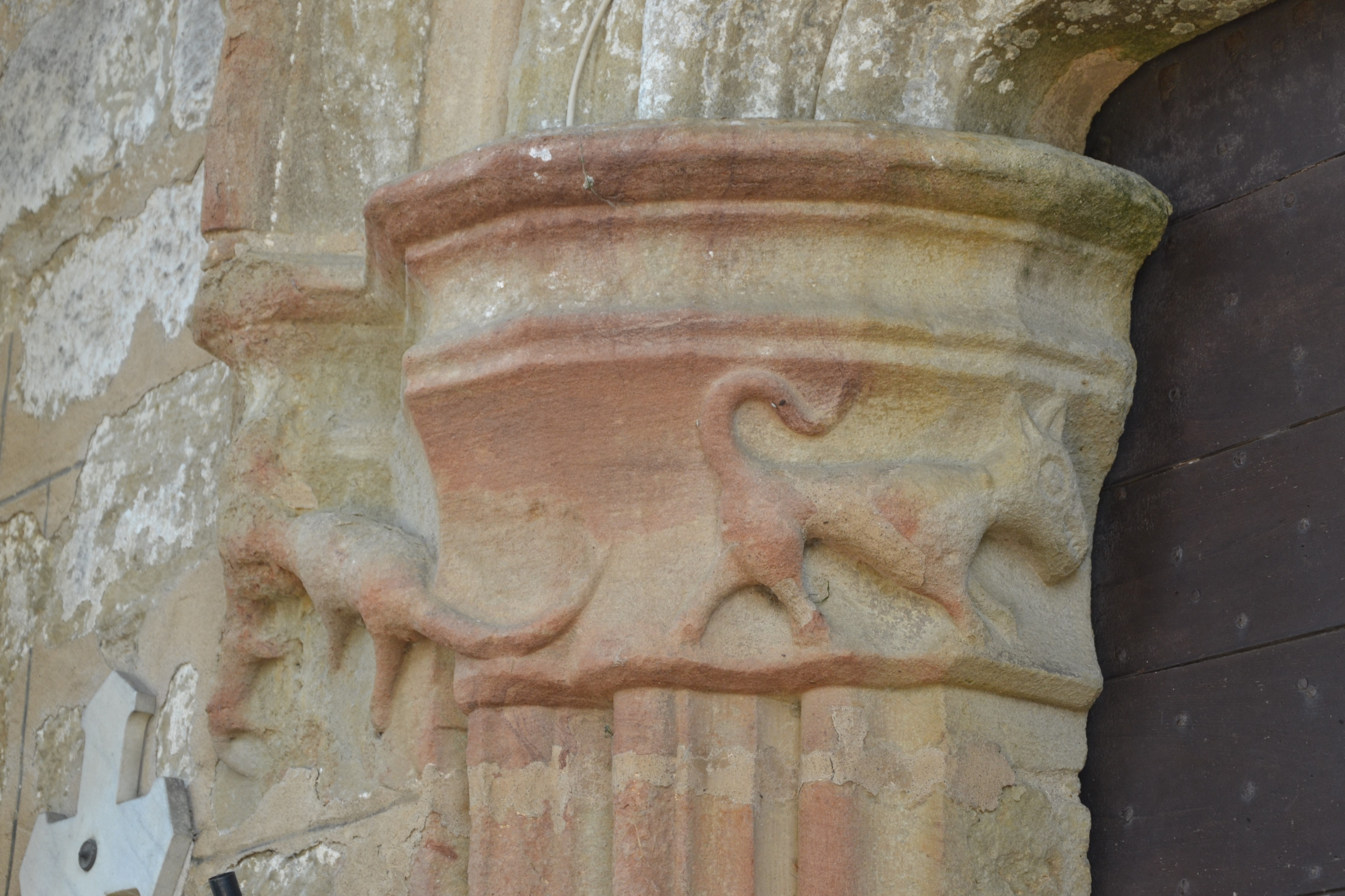
Décors du chapiteau gauche du portail.
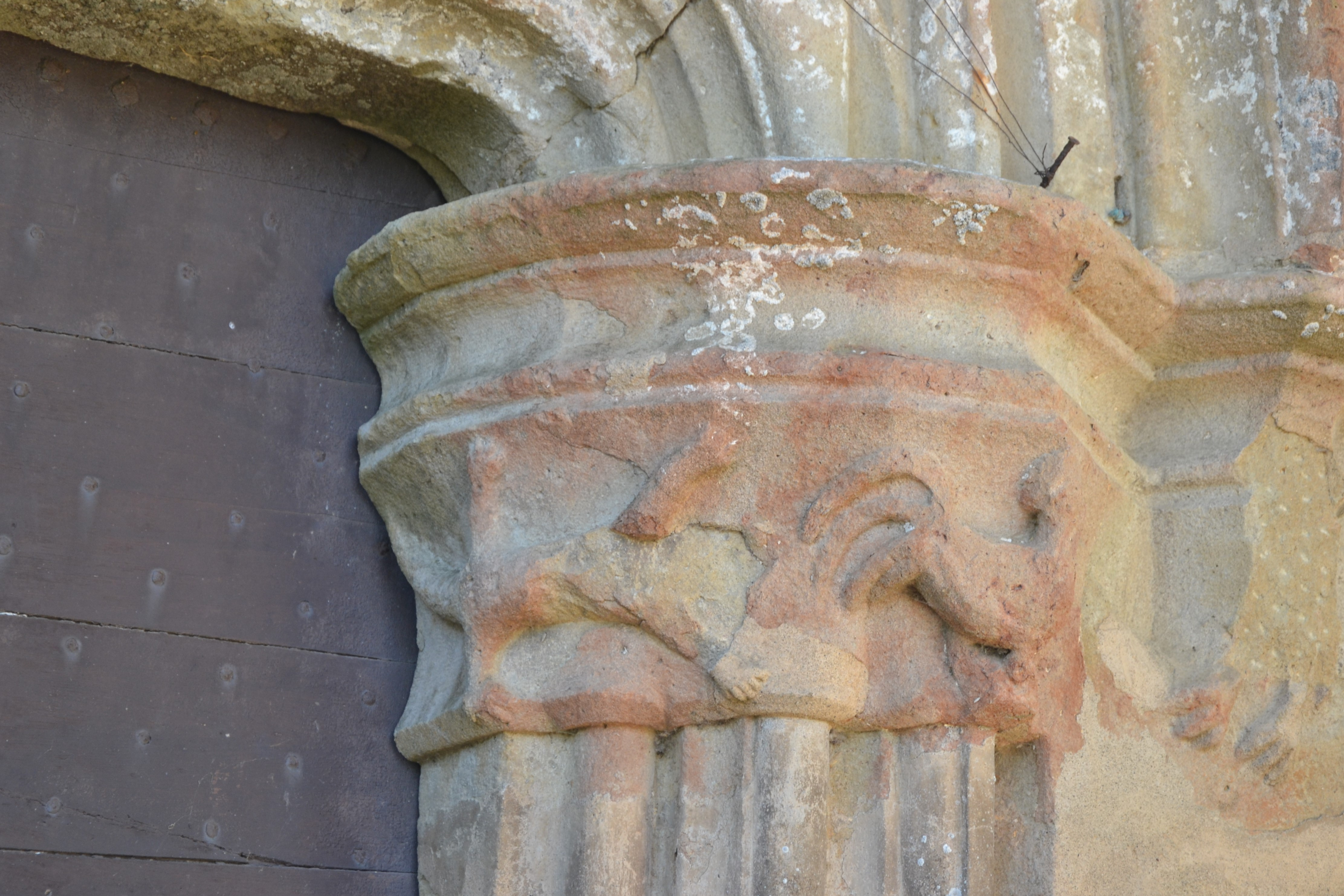
Décors du chapiteau droit du portail.
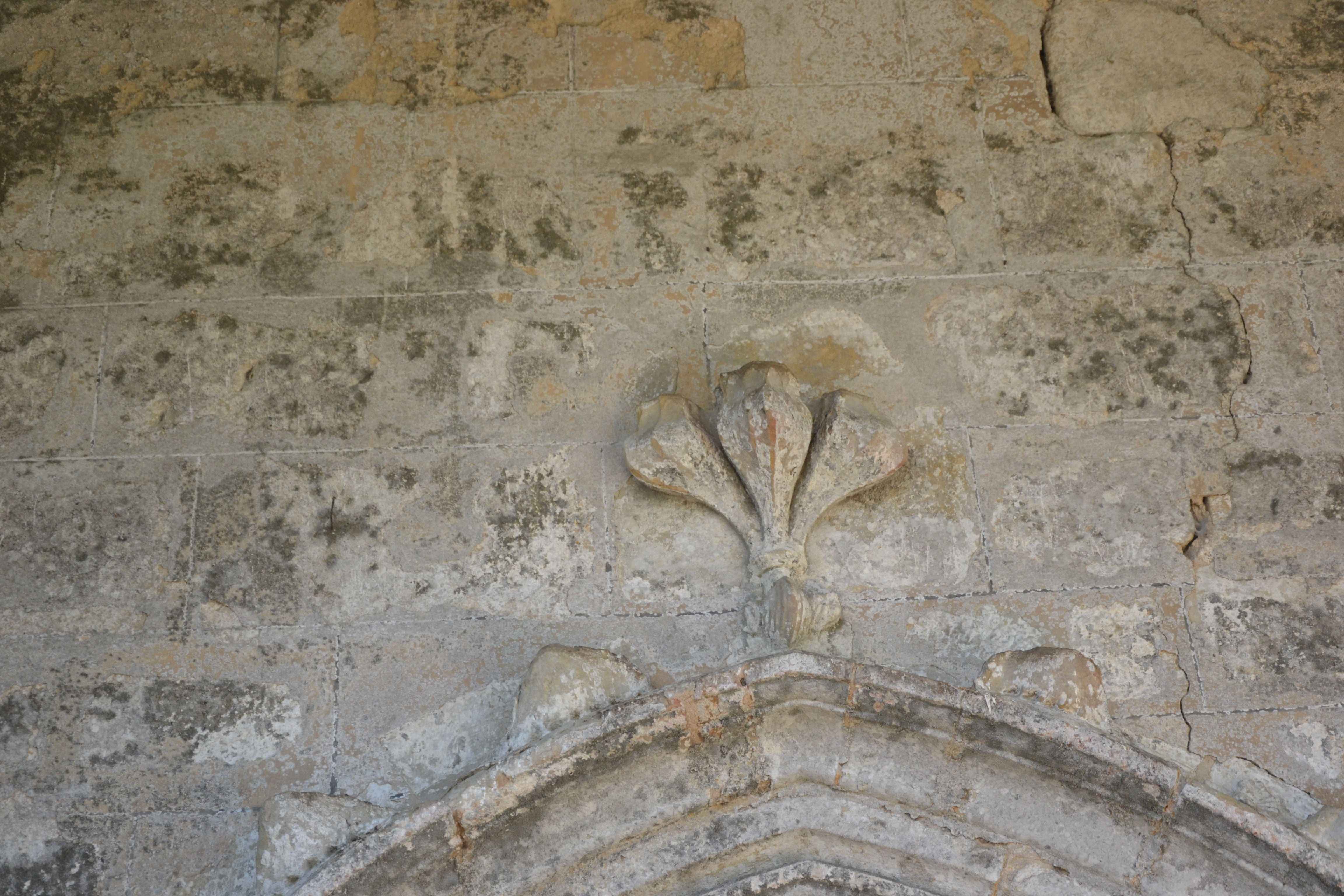
Détail au-dessus du portail.

### Personnalités liées à la commune
- Bernard Duviau, agriculteur sur la commune, il est le père de la foire au matériel agricole d'occasion de Barcelonne-du-Gers qui réunit chaque année plus de 100 000 visiteurs. Ses idées novatrices et consensuelles lui permettent d'initier maintes opérations dans le domaine professionnel ou associatif. En 2000, le quotidien Sud Ouest le désigne parmi les 100 Gersois qui ont marqué le siècle. Passionné de rugby et de communication, il est l'auteur de Riscle, Terre d'ovalie.

### Héraldique
| Blason de Bernède | Blason  | Écartelé: aux 1er et 4e contre-écartelé aux I et IV d'or à trois corneilles de sable, aux II et III de gueules à la croix tréflée d'or, aux 2e et 3e de gueules à la croix tréflée d'or. |
| Blason de Bernède | Détails | Le statut officiel du blason reste à déterminer. |